# Смертельний реактор
«Смертельний реактор» (англ. Deadly Reactor) — американський постапокаліптичний бойовик 1989 р. режисера та сценариста Девіда Хевенера.
Теглайн: «Добрий… поганий … і смертельний».

## Сюжет
У постапокаліптичному світі, населеними Амішами, банда байкерів на чолі з повнотілою Хог робить життя для мирних містян нещасним. Бандити не зупиняються ні перед чим, навіть перед вбивствами. Коли вони нападають і вбивають всю сім'ю сільського священика на ім'я Коді, самотній стрілець Дюк на прізвисько Реактор покладає на себе обов'язки по захисту справедливості і починає мстити кривдникам.

## Ролі
- Стюарт Вітман — Дюк (Реактор)
- Девід Хевенер — Коді
- Дарвін Сволв — Хог
- Елісон Девіс — Шона
- Барбара Керек — місіс Доусон
- Рей Спінка — мер
- Девід Ліч — бармен

## Критика
Рейтинг фільму на сайті IMD — 3,0/10.